# 冀宝斋博物馆
冀宝斋博物馆，位于中華人民共和國河北省衡水市冀州市湖滨西路，是河北省一家以古陶瓷为主的大型综合性民营博物馆。由二铺村支部书记王宗泉在20世纪80年代创立，总顾问是原冀州镇党委副书记魏英俊。2012年7月，冀州冀宝斋博物馆景区被评为国家3A级旅游景区。并成为衡水市冀州区文化建设中的标志性文化设施，同时也是衡水市“十馆一中心一剧院”重点项目之一。此外，该馆还被确定为河北省少先队实践教育基地、衡水爱国主义教育基地，并在2013年成为河北第三批“省级科普基地”。
冀宝斋博物馆的藏品真伪一直存在争议。2013年7月，网络作家马伯庸发表博文《少年Ma的奇幻历史漂流之旅》，揭露该博物馆展品造型荒谬，文字说明和年代明显有悖历史常识，一时成为网络热点。收藏家马未都曾在博客中表示冀宝斋博物馆的藏品不真。《北京青年报》也曾报道冀宝斋博物馆藏品的真伪争议。面对外界的质疑，馆方一直坚持称其藏品都是真品。事发之后，河北省文物局与冀州市展开调查，在7月13日公布了调查处理结果，冀宝斋博物馆被处停馆整顿，冀州市民政局吊销其注册证件。报告还要求冀州市纪委、监察局牵头设立调查组调查相关责任人。
2013年10月28日凌晨约7时冀宝斋博物馆馆长王宗泉在家中因心脏病突发去世，享年68岁。
在争议中，冀宝斋博物馆方面曾回应称，他们的展品并非假的 132。然而，河北省文物局的调查组在检查后表示，博物馆中的大多数藏品是赝品，不属于文物范畴。最终，冀州市民政局撤销了博物馆的民营非企业单位注册登记证，博物馆闭馆整顿。

## 历史
冀宝斋博物馆创始于1980年代，产权上归属于河北省冀州市二铺村集体所有，而馆长是在二铺村任职五十余年的村支书、自称农民收藏家的王宗泉。2007年开始，占地60亩，主体建筑面积14000平方米，投资5400万元的新馆开始兴建。2007年11月，冀宝斋博物馆新馆奠基。2010年6月馆舍竣工并布展。2010年7月21日，河北省冀州市冀宝斋博物馆新馆落成并举行了开馆庆典，正式开馆迎客。冀宝斋博物馆陆续被评为国家3A级旅游景区，衡水市爱国主义教育基地，河北省第三批省级科普基地。
2013年7月，因作家马伯庸发表了一篇博文《少年Ma的奇幻历史漂流之旅》揭露了某博物馆中展示的藏品皆为年代穿越，造型不合常识的赝品，从而冀宝斋博物馆成为网络热点。媒体采访中表示他们只负责旅游安全和游客投诉处理，并不对博物馆的藏品真伪负责。博物馆副馆长邵宝明对记者说，马伯庸只是个作家，不是收藏家，没有资格来质疑博物馆藏品的真伪；鉴定藏品真伪时，专家可能都无法形成统一意见，“反正我们认为我们的藏品都是真的，也不需要专业机构来鉴定”。国家文物局相关人员在接受人民网采访时表示，“这是一家民办博物馆，并没在相关部门进行注册认证。”同时根据“法无禁止”的原则，无法对其管理。
2013年7月9日，河北省文物保护单位博物馆处处长李宝才接受采访时表示，该博物馆未经任何申报程序，河北省文物局已责令当地相关部门调查。7月13日，“冀州市冀宝斋博物馆问题联合调查组”公布了调查处理结果，冀宝斋博物馆被处停馆整顿，冀州市民政局吊销其注册证件。报告还要求冀州市纪委、监察局牵头设立调查组调查相关责任人，冀州市文化系统开展学习、检查活动，杜绝类似情况再次发生。

## 藏品
冀宝斋博物馆以收藏元、明、清三朝官窑瓷器为主，并号称藏有大量国宝，馆长王宗泉称其馆藏足以让故宫博物院无地自容。2012年8月，《北京青年报》报道了冀宝斋博物馆。文中提到冀宝斋博物馆藏有尧舜时代的彩瓷、商朝青花瓶、秦始皇统一六国御赐款五彩瓷瓶、直径1.7米的元代釉里红大盘等，“哪一件都能颠覆中国瓷器发展史”。博物馆还藏有一对长信宫灯，一男一女，比河北省博物馆所藏满城汉墓出土的长信宫灯还大。新闻提到，宣德炉在这家博物馆都算不上精品，王宗泉把三个宣德炉用作烟灰缸。王宗泉称，藏品都是老百姓“慕名送来”后博物馆收购的，每一件藏品都经过了他的鉴定，都是真品。新闻还说，有收藏界人士评论王宗泉“是当之无愧的全国十大古玩赝品收藏家，冀宝斋就是个低仿假货集中营”。而王宗泉对外界的质疑，回应称“专家没见过的东西就是假的”是不对的，“中华五千年的文明史，地大物博，你没见过的东西多了！”此后不久，收藏家马未都也在博客上发文评论这家博物馆，认为其藏品不真。
2013年7月，作家马伯庸在新浪博客上发表博文《少年Ma的奇幻历史漂流之旅》，讲述了他参观某博物馆的经历，并配发大量图片。马伯庸在文章中称，该博物馆展出的藏品包括大量赝品，造假手段非常离谱，包括汉代的五彩和青花（实际上，五彩创烧于元代后期，青花的创烧年代有唐代和宋代两说，但现存都是残片，且与景德镇元青花没有明确的传承关系）、晋代斗彩三英战赵云葵口盘（斗彩创烧于明代成化年间）、多件鬼谷下山罐、写有白话文的唐代御赐五彩葵口盘、“炎帝制造”青花瓷器。藏品中有一件题款“大清雍正年制”的“粉彩十二开光金陵十二钗大缸”，然而雍正皇帝逝世時曹雪芹年仅21岁，因此其有违历史常识。除此之外，在博物馆内还有诸多藏品的线条粗陋、笔法敷衍。同时，历史仅存孤件的著名文物如长信宫灯、元青花鬼谷子下山图罐，在该馆中也有多件做工粗陋的放大版赝品，而标识均显示为真品。此外，该馆中有多套的十二生肖主题的瓷俑，不仅造型粗陋、诡异，且有性别区分。
但中国收藏家协会玉器收藏委员会主办的中藏网持相反意见。中藏网认为，斋博物馆馆长王宗泉千辛万苦组织村集体资本投资了5000万，来兴建冀宝斋博物馆，完全符合党的社会主义文化大发展精神，而马伯庸是怀着不可告人目的，极尽讽刺、挖苦和无知的语言，恶意诽谤中伤冀宝斋博物馆。中藏网又称，马伯庸的诽谤引起全国收藏家的强烈愤慨，“绝不允许诋毁王宗泉等一大批中国收藏家为中华民族千秋伟业作出的卓越贡献”，同时还指责河北省文物局局长不深入调查研究，站错立场出来帮腔，诽谤诬蔑冀宝斋博物馆，应追究责任并下台。对于中藏网的说法，不少中国网民认为文章“搞笑”、“再次被雷倒”、“瞧不起老百姓智商”。

## 延伸阅读
- 马伯庸发表的博文：少年Ma的奇幻历史漂流之旅 （页面存档备份，存于）
- 人民网文化频道专辑：冀宝斋博物馆被闭馆整顿　“奇葩”是怎样炼成的？ （页面存档备份，存于）